# Jurij Zacharow
Jurij Wołodymyrowycz Zacharow, ukr. Юрій Володимирович Захаров, ros. Юрий Владимирович Захаров, Jurij Władimirowicz Zacharow (ur. 24 marca 1937 w Rostowie nad Donem, Rosyjska FSRR) – ukraiński piłkarz, grający na pozycji napastnika, trener piłkarski.

## Kariera piłkarska

### Kariera klubowa
W wieku 7 lat przyszedł do Szkoły Piłkarskiej w Rostowie, gdzie jego pierwszym trenerem został Iwan Grebeniuk. W 1956 rozpoczął karierę piłkarską w miejscowym Torpedo Rostów nad Donem, skąd w 1958 roku przeszedł do Szachtara Donieck. W 1960 służył w wojskowym klubie SKA Rostów nad Donem, po czym powrócił do Szachtara Donieck, w którym łącznie strzelił 32 goli w 84 meczach Wyższej Ligi ZSRR. Zakończył karierę piłkarską w Spartaku Sumy.

## Kariera trenerska
Po zakończeniu kariery zawodniczej rozpoczął karierę trenerską. Najpierw pomagał trenować Szachtar Donieck oraz prowadził drużynę rezerw Szachtara. W 1970 zdobył mistrzostwo Europy ze studencką reprezentacją ZSRR. Od 1971 pracował na stanowisku głównego trenera w klubach Metałurh Żdanow, Metałurh Zaporoże, Szachtar Donieck, Zoria Woroszyłowgrad, Nowator Żdanow, Kremiń Krzemieńczuk i APK Azow. Ostatnim miejscem pracy była Szkoła Piłkarska Szachtara Donieck.

## Sukcesy i odznaczenia

### Sukcesy klubowe
- zdobywca Pucharu ZSRR: 1961, 1962
- finalista Pucharu ZSRR: 1963

### Sukcesy trenerskie
- mistrz ZSRR spośród drużyn rezerwowych: 1967, 1969
- mistrz Europy spośród studentów: 1970

### Odznaczenia
- tytuł Mistrza Sportu ZSRR: 1961
- tytuł Zasłużonego Trenera Sportu Ukraińskiej SRR: 1978
- Order „Za zasługi” III klasy: 2011[2]